# J·尼利·约翰逊
约翰·尼利·约翰逊（John Neely Johnson，1825年8月2日—1872年8月31日），美国律师、政治家，美国人党人，曾任加利福尼亚州州长（1856年-1858年）。